# Sint-Johanneskerk (Kopenhagen)
De Sint-Johanneskerk (Deens: St. Johannes Kirke) is een kerkgebouw in het centrum van Nørrebro, een stadsdeel van Kopenhagen. Het was de eerst kerk buiten de oude stadspoorten van de Deense hoofdstad, nadat een begin werd gemaakt met de ontmanteling van de vestingwerken. De kerk betreft een neogotisch gebouw in rode baksteen en de architect liet zich bij de bouw sterk beïnvloeden Michael Gottlieb Bindesbøll. Destijds was de neogotische stijl nog ongewoon in Denemarken, maar al spoedig raakte de neogotiek in zwang en vond navolging in het hele land. Het kerkgebouw kwam in hetzelfde jaar gereed als de Bibliotheek van de Universiteit van Kopenhagen, een ander gebouw waarbij rode baksteen met een neogotisch ontwerp werd gecombineerd. De toren is 54 meter hoog en is met koper bekleed.

## Geschiedenis

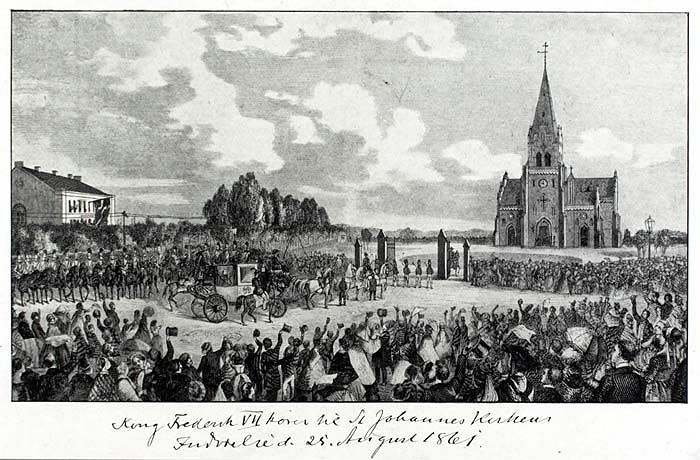
De feestelijke aankomst van koning Frederik VII voor de feestelijke inwijding van de kerk

De ontmanteling van de Kopenhaagse vestingwerken was een geleidelijk en langdurig proces. Ze stonden door de snel groeiende stad al langere tijd onder druk (de bevolking van Kopenhagen verdubbelde in de jaren 1800-1870) en het Britse bombardement in 1807 tijdens de Slag bij Kopenhagen toonde bovendien aan dat de fortificaties aan verdedigingswaarde hadden ingeboet. In 1850 was er nog steeds geen formeel besluit genomen over het lot van de vestingwerken, maar in 1852 beperkte men de demarcatielijn van de zone buiten de vestingwerken waarbinnen zeer strenge bouwvoorschriften golden. Met de sloop van de noordelijke stadspoort in 1855 anticipeerde men verder op de veranderende tijden. In deze tijd was er een tekort aan kerken in Kopenhagen en de inwoners van Nørrebro waren voor kerkbezoek op de oude stad binnen de vesting aangewezen.
In 1861 werd begonnen met de bouw van de Sint-Johanneskerk. De architect van het gebouw was Theodor Sørensen, die eerder was afgestudeerd aan de Koninklijke Deense Academie voor Schone Kunsten. 
De nieuw kerk werd op 25 augustus 1861 in aanwezigheid van koning Frederik VII ingewijd. De nieuwe parochie werd gevormd door afsplitsing van de Onze-Lieve-Vrouw- en Trinitatisparochie en bestreek een uitgestrekt gebied waarin circa 16000 parochianen woonden. De eerste predikant van de kerk, Rudolf Frimodt, startte een campagne voor de bouw van meer kerken in de nieuwe districten en binnen een periode van zeven jaar rezen er vier nieuwe kerken uit de grond: de Sint-Stefanus, de Sint-Jacob, de Sint-Paulus en de Sint-Mattheus. Maar van ontlasting was geen sprake want ondanks de bouw van nieuwe kerken en de vorming van nieuwe parochies groeide de bevolking van de Johannesparochie aan tot 60.000 inwoners in 1885.

## Interieur
Het interieur van de kerk is in lichte kleuren uitgevoerd. De stergewelven hebben witte ribben met lichtblauwe tussenvelden. Het altaar heeft een door Johan Ludwig Lund geschilderd schilderij van de Verrijzenis van Christus. Met 54 registers is het orgel van de kerk een van de grootste orgels in Kopenhagen. Het zwart marmeren doopvont werd geschonken en gemaakt door de beeldhouwer Jochumsen in verband met de bouw van de kerk. Hetzelfde geldt voor het doopzilver, dat werd geschonken door de brandewijndistilleerder Jean Wilians. De verzilverde koperen schaal is oorspronkelijk afkomstig uit een in de late jaren 1700 afgebroken kapel.

## Afbeeldingen

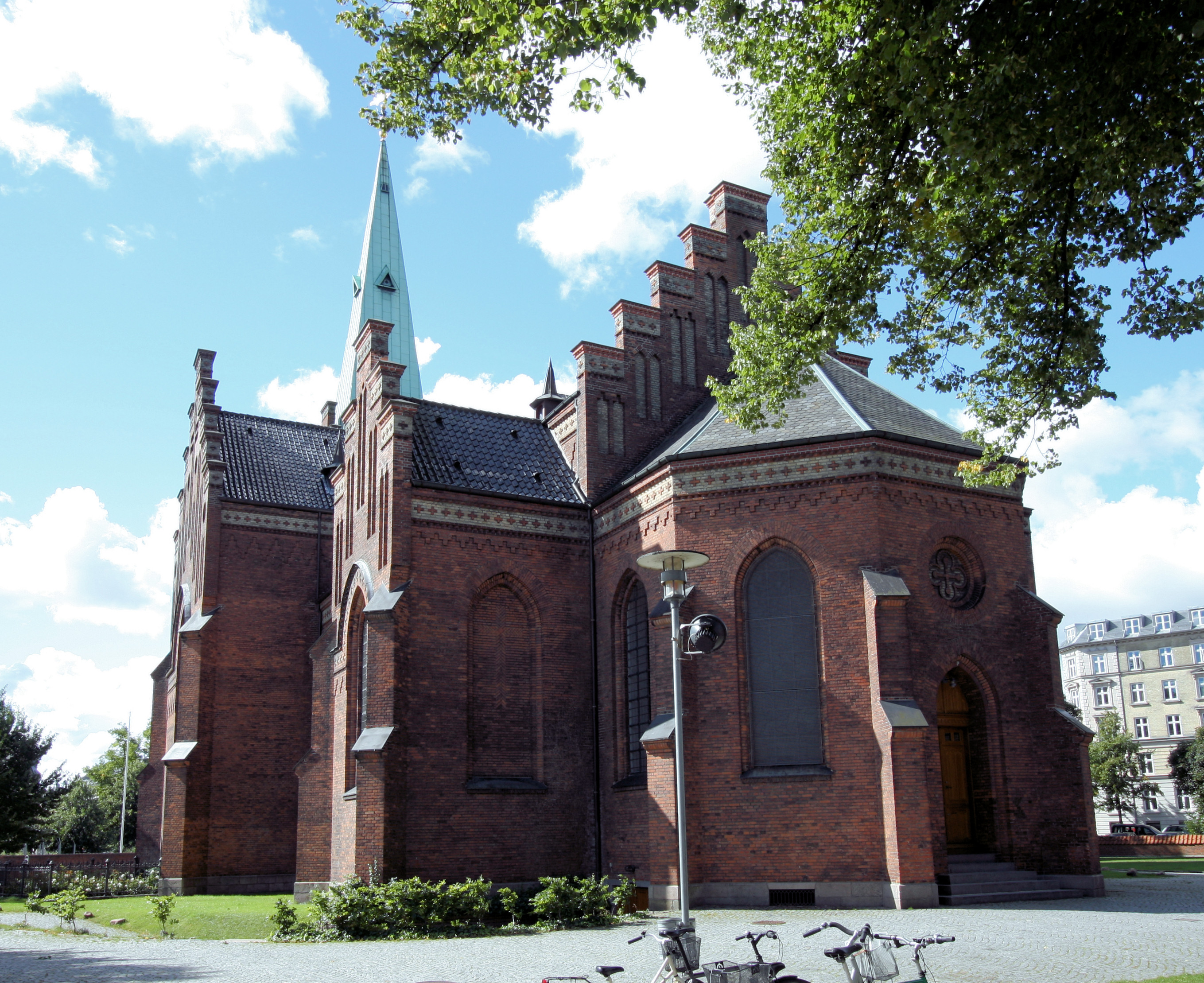
De kerk vanuit het oosten
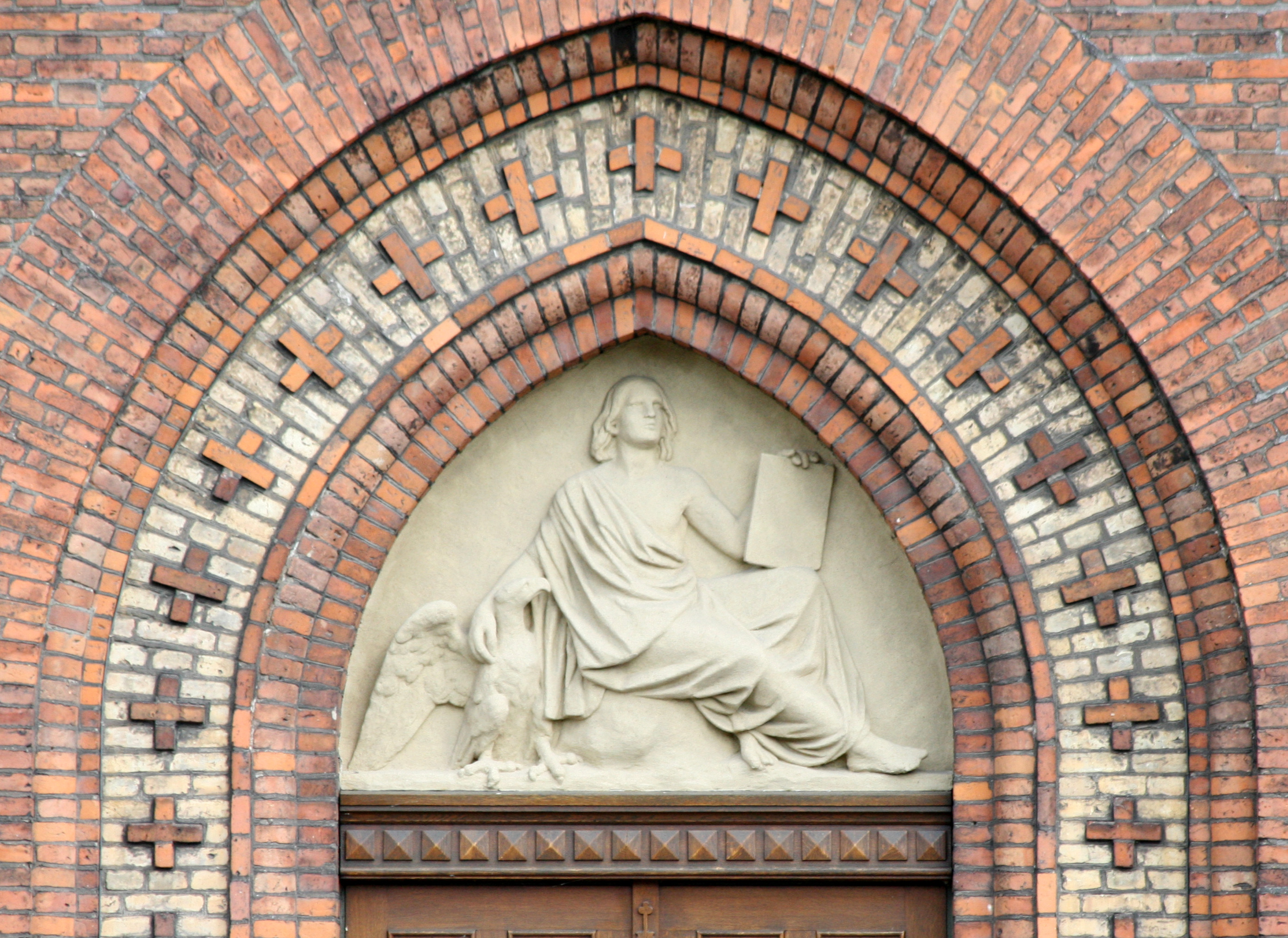
Reliëf van de evangelist Johannes
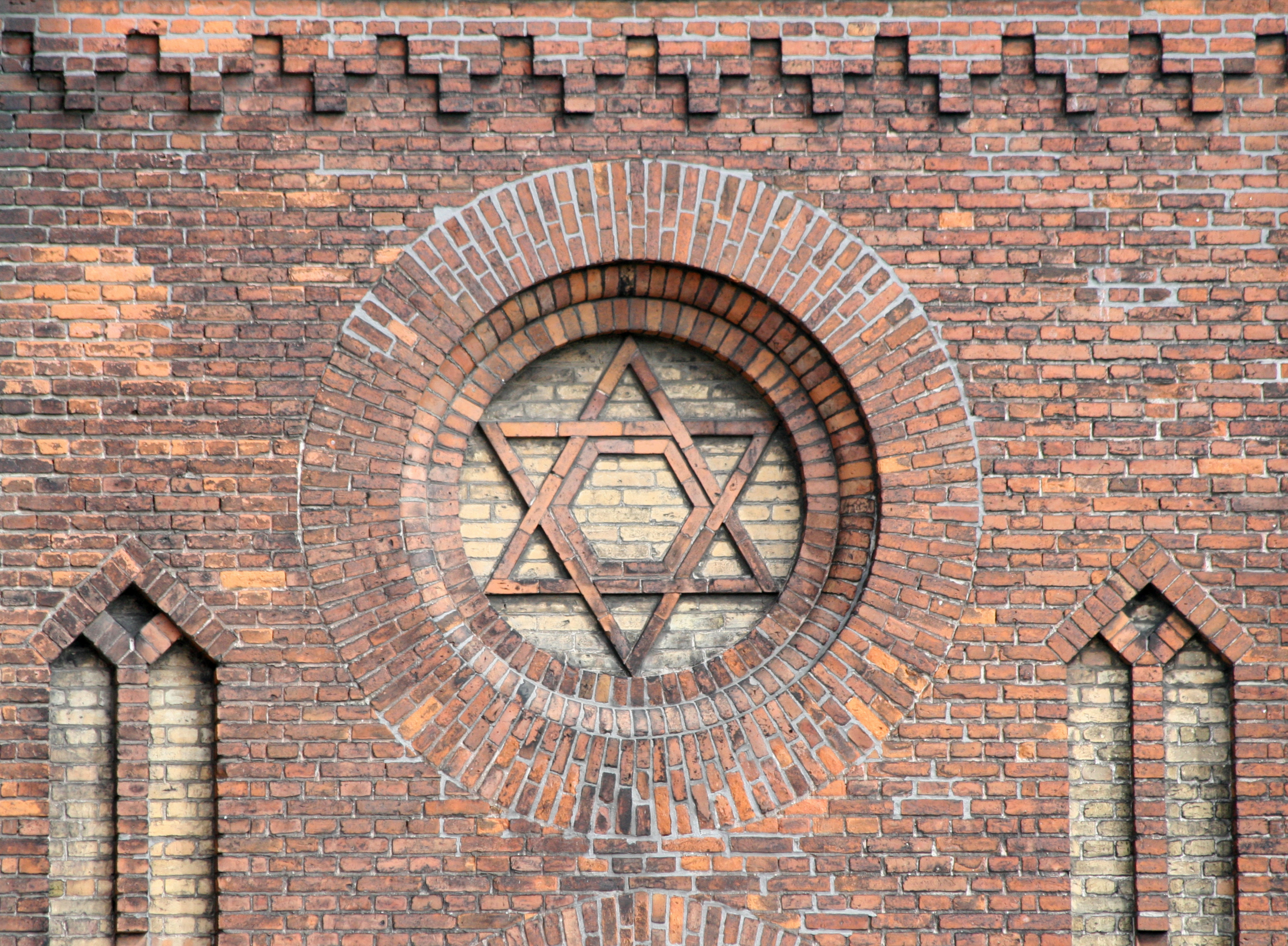
Baksteendecoratie